# 罗马尼亚联合公国
罗马尼亚联合公国，又称摩尔达维亚和瓦拉几亚联合公国，罗马尼亚历史上的一个时期，存续时间为1859–1881年。1859–1862年间称作联合公国；1862年-1866年间称作罗马尼亚联合公国；1866年后，改称作罗马尼亚。1881年，成为罗马尼亚王国。